# Радіообсерваторія Метсехові
Радіообсерваторія Метсехові (англ. Metsähovi Radio Observatory, фін. Metsähovin radiotutkimusasema) — астрономічна обсерваторія у Фінляндії, що входить до складу Університету Аалто. Її головні приміщення знаходяться в Метсахові, в громаді Кіркконуммі, 35 кілометрів на захід від університетського кампусу Отаніємі.
Зараз обсерваторія працює на радіотелескопі діаметром 13,7 м і має масив із чотирьох рефлекторів діаметром 5,5 м, які мають слугувати компактним інтерферометром під назвою «Компактний масив Метсехові» (англ. Metsähovi Compact Array), а також декілька менших радіотелескопів та інструментів. В обсерваторії працюють близько 20 дослідників, інженерів і студентів, переважно з Університету Аалто та Фінського центру астрономії.
Обсерваторія діє з 1974 року і працює в таких сферах:
- Фундаментальні дослідження з радіоастрономії
- Розробка приладів, необхідних для радіоастрономії
- Розробка методів радіоастрономічних вимірювань
- Прикладні наукові обчислення
- Космічні дослідження
- Освіта

Поточні дослідження зосереджені на змінних квазарах, активних галактиках, спостереженнях Сонця та радіоінтерферометрії з наддовгою базою. Метсехові є членом Європейської РНДБ-мережі.
Обсерваторія проводила радіоспостереження майже повного сонячного затемнення 20 березня 2015 року.